# Shinjuku-Nishiguchi (métro de Tokyo)
Shinjuku-Nishiguchi (新宿西口駅, Shinjuku-Nishiguchi-eki) est une station du métro de Tokyo sur la ligne Ōedo dans l'arrondissement de Shinjuku à Tokyo. Elle est exploitée par le Bureau des Transports de la Métropole de Tokyo (Toei).

## Situation sur le réseau
La station Shinjuku-Nishiguchi est située au point kilométrique (PK) 0,8 de la ligne Ōedo.

## Histoire
La station a été inaugurée le 12 décembre 2000.

## Services aux voyageurs

### Accès et accueil
La station est ouverte tous les jours.
En moyenne, 58 220 voyageurs ont fréquenté quotidiennement la station en 2015.

### Desserte
Ligne Ōedo :
- voie 1 : direction Tochōmae

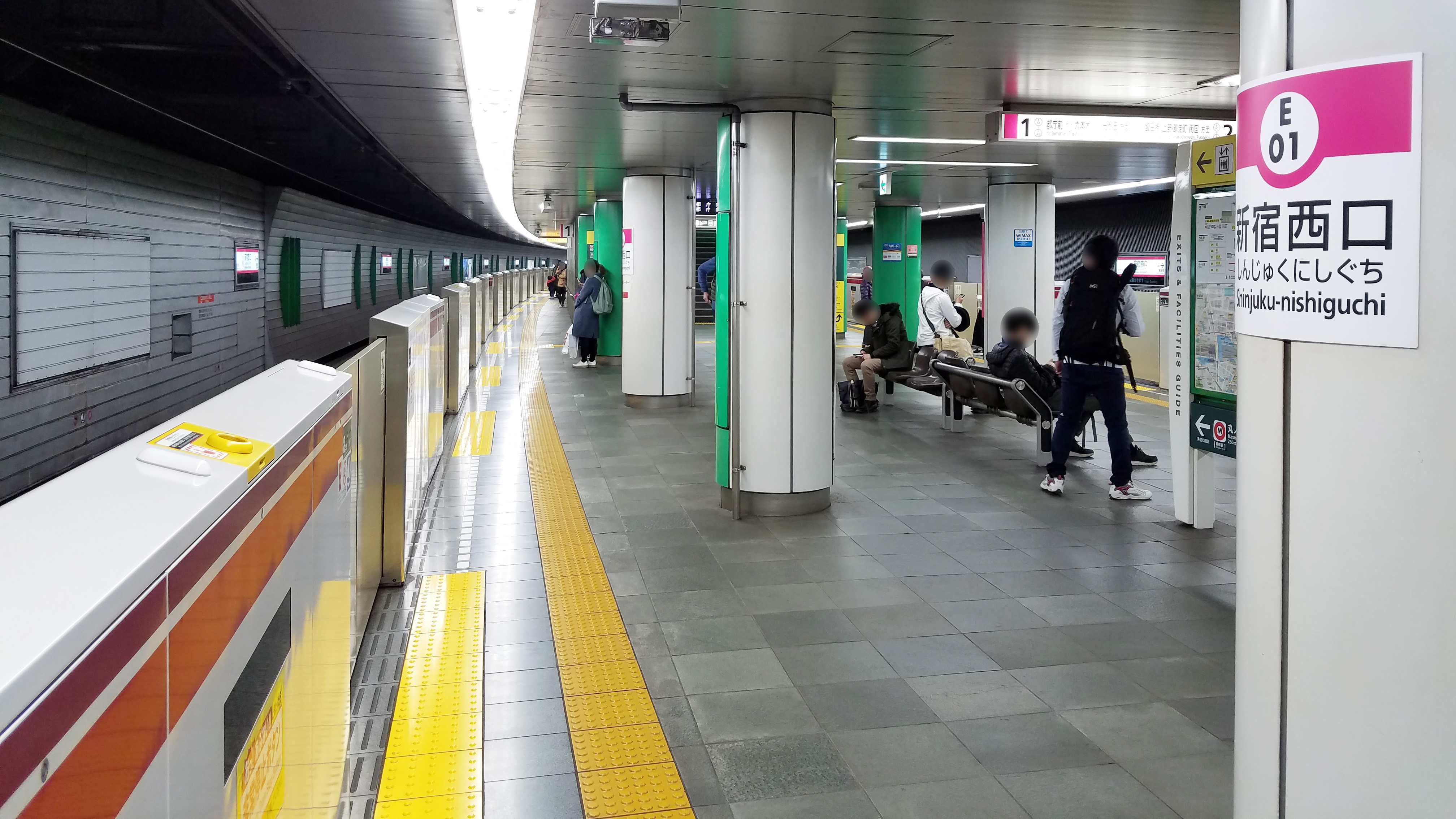
Quai de la station

- voie 2 : direction Iidabashi et Roppongi

### Intermodalité
Les gares de Shinjuku et Seibu-Shinjuku se trouvent à proximité immédiate de la station.

## À proximité
- Shinjuku